# Plzeňský Prazdroj
Bản mẫu:Infobox Beer
Plzeňský Prazdroj (IPA: [ˈpl̩.zɛɲskiː ˈprazdroj], tạm dịch là bia nguyên gốc kiểu Plzeň) hay còn được biết dưới cái tên tiếng Đức là Pilsner Urquell (IPA: [ˈpɪlznɐ ˈʔuːɐ̯ˌkvɛl]) là một thương hiệu bia lên men chìm nổi tiếng của vùng Plzeň (ngày nay thuộc Cộng hòa Séc), có mặt trên thị trường từ năm 1842. Plzeňský Prazdroj là bia kiểu Plzeň (hay kiểu Plisner, viết theo tiếng Đức) đầu tiên có mặt trên thế giới. Hiện nay nó là một trong những thương hiệu chủ lực của công ty bia đa quốc gia SABMiller.